# Protestas en Guyana de 2020
Las protestas en Guyana de 2020 fueron manifestaciones masivas y disturbios contra los resultados de las elecciones generales de 2020 y afirmaciones que hubo fraude electoral durante las campañas, pidiendo el fin de la crisis política y la renuncia del presidente David Granger durante las elecciones.

## Antecedentes
Guyana tiene una larga historia de acciones de protesta, como los disturbios y manifestaciones en 1962 y 1963 contra las condiciones laborales y demandas de reformas. Los disturbios populares en 1964 en todo el país dejaron al menos 110 muertos y no se hicieron concesiones. Esta vez, el gobierno dispersó a los manifestantes y no toleró ningún acto de desobediencia.

## Eventos
Hubo marchas, mítines, huelgas, protestas laborales, disturbios, desobediencia civil, descontento significativo y campañas para nuevas elecciones lideradas por la oposición que se volvieron violentas. La agitación se derramó por las calles.
Los escolares y jóvenes estudiantes participaron en las protestas, quemaron neumáticos y palos, corearon consignas antigubernamentales y exigieron nuevos votos en Berbice. La policía utilizó gases lacrimógenos y mató a un hombre desempleado de 18 años en la ciudad mientras los manifestantes intensificaban las protestas. 
Tres días de protestas populares y manifestaciones en toda la ciudad se volvieron violentos. Berbice fue el epicentro de las protestas donde los manifestantes exigieron la revisión de las elecciones por fraude electoral. Los disturbios se habían vuelto mortales.